# Ingeborg Leimberg
Ingeborg Leimberg (* 2. Dezember 1926 in Halberstadt; † 12. Juli 2018 in Münster) war eine deutsche Anglistin und Professorin.

## Leben
Von 1949 bis 1958 studierte Ingeborg Leimberg Philosophie, Germanistik, Anglistik an der Universität zu Köln  und promovierte dort. Sie blieb in Köln und schrieb dort 1961 ihre Dissertation über Shakespeares Zeitvorstellungen zur Interpretation von Tragödien. In Bonn habilitierte Leimberg 1968 an der Rheinischen Friedrich-Wilhelms-Universität Bonn, während sie von 1965 bis 1970, zusätzlich als Professorin für Englische Philologie an der Justus-Liebig-Universität in Gießen tätig war. Anschließend ging sie nach Kiel, wo sie, von 1970 bis 1973, Direktorin des Englischen Seminars und der Philosophischen Fakultät an der Christian-Albrechts-Universität war. Sie war dort die dritte Frau, die eine Professur erhielt, nachdem bereits Hilde Kaufmann (1966) und Antonie Wlosok (1968) an die Universität Kiel berufen worden waren. Im Jahr 1973 wurde Leimberg Professorin für Englische Philologie an der Westfälischen Wilhelms-Universität in Münster. 
Leimberg war die Herausgeberin von Connotations – Journal for Critical Debate. Neben ihren sonstigen Tätigkeiten war Leimberg auch als Übersetzerin tätig und hat unter anderem Gedichte von George Herbert übersetzt.

## Rezeption
Rüdiger Görner merkt in seiner Rezension für die Neue Zürcher Zeitung zu George Herberts The Temple an, dass Leimberg eine staunenswert genaue Übersetzung gelungen sei. Die Frankfurter Allgemeine Zeitung führt in ihrer Besprechung des Buches an, dass es zwar schwer sei strikt formgetreue Lösungen zu finden, die Herberts sprachlichem Raffinement gleichkommen, aber sich ihre deutschen Vorschläge oft als überraschend stimmig erweisen. Zudem merkt die Zeitung an, dass die Lektüre ihrer Anmerkungen, die uns nicht selten beim Erläutern übersetzerischer Schwierigkeiten auf verborgene Sinnspuren im Englischen ansetzen, besonders instruktiv sei und so den deutschen Lesern erstmals Zugang zu einem der sprachmächtigsten Werke meditativer Literatur verschafft würde.

## Schriften (Auswahl)
- Untersuchungen zu Shakespeares Zeitvorstellung als ein Beitrag zur Interpretation der Tragödien. Kölner Universitäts-Verlag, 1961
- Shakespeares Romeo und Julia : Von der Sonettdichtung zur Liebestragödie. Fink, München, 1968. (Habilitationsschrift an der Uni Bonn)
- mit Lothar Černy: Charles Dickens. Methoden und Begriffe der Kritik. Darmstadt 1978, ISBN 3-534-05380-X.
- Charles Dickens. Methoden und Begriffe der Kritik. Darmstadt, 1978, ISBN 978-3-534-05380-3
- Heilig öffentlich Geheimnis. Die geistliche Lyrik der englischen Frühaufklärung. Münster 1996, ISBN 3-89325-453-6.
- "What may my words say ..." A reading of The merchant of Venice. Fairleigh Dickinson Univ. Press, Madison, NJ  2011, ISBN 978-1-61147-000-0.

### Übersetzungen
- George Herbert, The Temple, Waxmann Verlag, Berlin, 2002, ISBN 978-3-8309-1173-9